# Crodowaldo Pavan
Crodowaldo Pavan OMC (Campinas, 1 de dezembro de 1919 – São Paulo, 3 de abril de 2009) foi um biólogo e geneticista brasileiro. Foi presidente do CNPq de 1986 a 1990. Foi professor-emérito da Universidade de São Paulo. Em 1978 foi indicado para a Pontifícia Academia das Ciências.

## Biografia

### Infância
Pavan nasceu em Campinas, no estado de São Paulo, em 1919. Seu bisavô era um especialista em tintura têxtil e  militante anarquista, que foi muitas vezes perseguido e preso na Itália, assim como no Brasil. Ainda menino, influenciado pela fábrica de porcelana de seu pai em Mogi das Cruzes, ele pretendia seguir a carreira de engenheiro, mas mudou de ideia quando teve a oportunidade na escola secundária de assistir a uma palestra do médico e professor, André Dreyfus.

### Estudos
Após aconselhamento de André Dreyfus em 1938, matriculou-se no curso de história natural da Universidade de São Paulo, e trabalhou na investigação biológica sob a tutela de Dreyfus. Sua tese de doutorado sobre o bagre-cego Typhlobagrus kronci foi concluída na mesma instituição. Em 1942, ele aceitou a posição de professor assistente na Universidade de São Paulo, e rapidamente se tornou professor titular, uma posição que ocupou até sua aposentadoria em 1978.
Em 1942, Pavan se envolveu no projeto pioneiro pesquisa sobre a genética, taxonomia e ecologia de Drosophila, a mosca das frutas, financiado pela Fundação Rockefeller sob a direção do biólogo russo-americano Theodosius Dobzhansky. Este assunto se tornou o interesse de sua vida e da fonte do seu reconhecimento internacional. Em particular o Dr. Pavan introduziu na biologia o estudo da citogenética de Rhynchosciara americana, uma mosca conhecida por seus cromossomos gigantes, facilitando assim a determinação de locus gênicos. Ele e seus colaboradores estavam entre os primeiros a provar que a estrutura dos genes e dos cromossomos não era fixa e podia ser alterado por infecções.
Em 1966 aceitou um convite do Laboratório Nacional de Oak Ridge para criar um laboratório de genética celular. Em 1968 aceitou um convite para se tornar professor na Universidade do Texas em Austin. Retornou ao Brasil em 1975, e, depois de se aposentar oficialmente de seu cargo na Universidade de São Paulo, aceitou a posição de professor titular na recém fundada Universidade Estadual de Campinas, trabalhando como diretor do Instituto de Biologia, até sua segunda aposentadoria. Foi professor emérito em ambas as universidades.

## Influências
Como líder científico foi muito influente e se tornou um dos principais envolvidos no desenvolvimento da ciência e tecnologia no Brasil, na segunda metade do século XX. Ele foi presidente do Conselho Nacional de Pesquisa (CNPq) de 1986 a 1990, e presidente da Sociedade Brasileira para o Progresso da Ciência de 1980 a 1986.
Foi membro de várias sociedades científicas internacionais, tais como a Academia de Ciências do Terceiro Mundo, a Academia das Ciências de Lisboa, a Sociedade Real de Fisiografia de Lund e a Academia de Ciências do Chile. Recebeu condecorações, medalhas e prêmios de vários países. Ele foi um dos poucos brasileiros a se tornar membro da Pontifícia Academia das Ciências. Ele também era membro da Academia Brasileira de Ciências, um dos fundadores da Academia das Ciências do Estado de São Paulo (ACIESP), da Academia de Medicina de São Paulo, da Academia de Educação de São Paulo e da Sociedade Brasileira de Genética, bem como um dos seus presidentes.
Durante a parte final da sua vida Dr. Pavan vivia em São Paulo, e esteve envolvido em várias atividades relacionadas com a compreensão pública da ciência. Ele foi um dos fundadores e diretores da Associação Brasileira de Divulgação Científica (ABRADIC), e ainda era ativo na investigação sobre controle biológico de pragas agrícolas.
Seu último livro publicado é História Viva, organizado em parceria com Glória Kreinz, estando entre as 11 obras da Coleção Divulgação Científica do Núcleo José Reis.

## Morte
Crodowaldo Pavan morreu no dia 3 de abril de 2009, por falência de múltiplos órgãos, no Hospital Universitário (HU) da USP.

## Publicações selecionadas
- PAVAN, C. e BREUER, M. E. 1952. Polytene chromosomes in different tissues of Rhynchosciara. Journal of Heredity. vol. 63, p. 151-157.
- PAVAN, C. 1967. Chromosomal changes induced by infective agents Triangle. Sandoz J. Med. Sci. vol. 8, p. 42-48.
- PAVAN, C., BIESELE, J., RIESS, R. W. e WERTZ, A. V. 1971. XIII. Changes in the ultrastructure of Rhynchosciara cells infected by Microsporidia. Studies in Genetics. vol. VI, p. 7103.
- PAVAN, C., DA CUNHA, A. B. e MORSOLETTO, C. 1971. Virus-chromosome relationships in cells of Rhynchosciara (Diptera, Sciaridae). Caryologia. vol. 24, p. 371-389.
- PAVAN, C. e SANDERS, P. F. 1972. Heterochromatin in development of normal and infected cells. In Cell Differentiation. Munrsgaard- Copenhagen:.
- PAVAN, C. 1983. Karyotypes and possible regions of origin of three species of Calliphoridae (Diptera) recentemente introduzidas no Brasil. Revista Brasileira de Genética. vol. 6, pág. 619-638.